# Just Like That (canción de Bonnie Raitt)
Just Like That es una canción de la cantante y multiinstrumentista estadounidense Bonnie Raitt y es la canción principal de su decimoctavo álbum de estudio, que fue lanzado el 22 de abril de 2022 por Redwing Records.
La canción fue escrita y producida por Raitt y líricamente detalla la historia de una mujer que recibe la visita del receptor del corazón de su hijo, que recibió en una operación de donación de órganos que le salvó la vida.

## Recepción
Just Like That" ganó el premio Grammy a la Mejor canción del año de raíces estadounidenses en la 65.ª edición de los Premios Grammy . La victoria de Raitt en la última categoría la convirtió en la primera persona en ganar con una composición en solitario desde " Rehab " de Amy Winehouse en 2008, y los críticos la señalaron como una victoria impactante, ya que venció a los populares favoritos Adele , Taylor Swift , Beyoncé , Lizzo y Harry Styles.